# Samsung Galaxy A35 5G
Samsung Galaxy A35 5G — смартфон середнього рівня, розроблений Samsung Electronics, що входить до серії Galaxy A. Був представлений 11 березня 2024 року разом із Samsung Galaxy A55 5G.

## Дизайн
Екран захищений склом Corning Gorilla Glass Victus+. Задня панель виготовлена зі скла, а рамка — з матового пластику. Також присутній захист від вологи та пилу по стандарту IP67.
Galaxy A35 5G, як і більшість смартфонів лінійки Galaxy Ax5, має пласку рамку з острівцем для кнопок (англ. Key Island).
Знизу знаходяться роз'єм USB-C, динамік та 2 мікрофони. Зверху розташований третій мікрофон та залежно від версії слот під 1 SIM-картку і карту пам'яті формату microSD до 1 ТБ або гібридний слот під 2 SIM-картки або 1 SIM-картку і карту пам'яті формату microSD до 1 ТБ. З правого боку розміщені кнопки регулювання гучності та кнопка блокування.
Смартфон продається в наступних кольорах:
| Колір | Назва              |
| ----- | ------------------ |
|       | Крижаний блакитний |
|       | Темно-синій        |
|       | Бузковий           |
|       | Лимонний           |

## Технічні характеристики

### Апаратне забезпечення

#### Платформа
Galaxy A35 5G отримав процесор Exynos 1380 з графічним процесором Mali-G68 MP5. Смартфон продається в комплектаціях 6/128, 8/128, 6/256, 8/256 та 12/256 ГБ. В Україні він офіційно продається в конфігураціях 6/128 та 8/256 ГБ.
Акумуляторна батарея отримала об'єм 5000 мА·год та підтримку швидкої зарядки на 25 Вт.
Екран Super AMOLED, 6,6", FullHD+ (2340 × 1080) зі щільністю пікселів 390 ppi, співвідношенням сторін 19,5:9, частотою оновлення 120 Гц та Infinity-O (круглим) вирізом під фронтальну камеру, що знаходиться зверху в центрі. Також під екран вбудовано оптичний сканер відбитків пальців.
Galaxy A35 5G отримав стереодинаміки, де роль другого динаміка виконує розмовний динамік.
Смартфон отримав основну потрійну камеру 50 Мп, f/1.8 (ширококутний) з фазовим автофокусом та оптичною стабілізацією зображення + 8 Мп, f/2.2 (надширококутний) з кутом огляду 123° + 5 Мп, f/2.4 (макро) та фронтальну камеру 13 Мп, f/2.2 (ширококутний). Основна та фронтальна камери вміють записувати відео в роздільній здатності 4K@30fps.

### Програмне забезпечення
Смартфон був випущений на One UI 6.1 на базі Android 14 і був оновлений до One UI 7.0 на базі Android 15.

## Рецензії
Оглядач з mezha.media поставив Samsung Galaxy A35 5G 8 балів із 10. До переваг оглядач відніс дизайн, захист по стандарту IP67, основну камеру та екран, а о недоліків — посередні додаткові камери (надширококутний та макрооб'єктив).